# El Crit de la Muntanya
El Crit de la Muntanya (en castellano, El Grito de la Montaña) fue un periódico mensual valencianista escrito en valenciano del que se publicaron 19 números (el primero apareció el 15 de febrero de 1922 y el último el 15 de agosto de 1923). Fundado y dirigido por Vicent Tomàs i Martí, llevaba por subtítulo «Fulla mensual valencianista agraria» ('Hoja mensual valencianista agraria'). Era el medio de difusión de la Lliga de Solitaris Nacionalistes, también fundada por Tomàs i Martí (en 1919), y estaba dirigido principalmente a los habitantes de las comarcas agrarias valencianas. Tuvo una tirada de 500 ejemplares. Tras el triunfo del golpe de Estado de Primo de Rivera en septiembre de 1923 dejó de publicarse.
Según Alfons Cucó, «el esfuerzo de Tomàs i Martí se encaminó a crear una plataforma cívica y política que fuese capaz, en principio, de superar el aislamiento de los medios rurales». Una valoración que es compartida por Vicent Baydal: el objetivo de Tomàs i Martí fue «unir a todos los valencianistas aislados de las comarcas y fortalecer así el nacionalismo valenciano, que hasta entonces había sido fundamentalmente urbano». Este proyecto político, que se concretaría con la fundación de la Lliga de Solitaris Nacionalistes, ya lo había definido en el primer artículo que publicó en La Correspondencia de Valencia, el órgano de Unió Valencianista Regional, en julio de 1918, cuando contaba con veinte años de edad: «Que escuchen la buena nueva [del valencianismo] los abnegados labriegos de nuestras privilegiadas huertas y los austeros de nuestras montañas».
En el primer número, publicado el 15 de febrero de 1922, El Crit de la Muntanya ya propugnó la que sería una constante en toda su trayectoria: «una política nueva, la verdadera política del campo, aquella que no tenga más objeto que enaltecer la Agricultura, que es el medio de vida de todos, haciendo que construyan las necesarias vías de comunicación y que rijan justas tarifas para que la exportación fácil dé más valor a los productos; haciendo que [se] extienda la enseñanza agrícola que falta para que salgan muchos labradores del rutinarismo, causa de atraso; haciendo que se instauren créditos agrícolas a bajo rédito que libren a la gente de las manos del usurero. Esta política esparciremos nosotros junto con la divulgación del verdadero sentimiento de Patria valenciana, para que venga un día en que renazca a la vida futura». Esto último lo reiteró en noviembre de 1922 en un artículo titulado «La renaixença agrària»: «Una aspiración material solo no es bastante... Reivindicar el precio de las algarrobas, de las naranjas o del arroz, es muy parcial, si no incluye la aspiración a reivindicar la personalidad de Valencia. Mendigar mejoras de un gobierno y no actuar para derrocar este gobierno cuyas injusticias da lugar a que le mendiguen, es bien poco viril».
Según Vicent Baydal, El Crit de la Muntanya dejó de publicarse por las desavenencias surgidas en el seno de la Lliga de Solitaris Nacionalistas, concretamente con el grupo de Vila-Real, con motivo del IV Aplec de Betxí (1923) al que por esta razón asistieron menos personas que en las tres ediciones anteriores.